# Ipso jure
Ipso jure (з лат. «на підставі самого закону», читається як і́псо ю́ре) — сталий латинський вираз, який означає «по закону», «у силу закону», або «автоматично». Термін виник від латинської фрази лат. Ipso facto et ipso jure — «з огляду на самий факт та на підставі самого закону». Використовується в юриспруденції, щоб описати правові наслідки, які виникають на підставі закону безпосередньо, без необхідності будь-якої заяви, дії тощо.